# Werner Petersen
Werner Petersen (Peterson) (24. juli 1887 Minden vest for Hannover – 24. september 1916 Great Burstead, Essex) var fra 1. verdenskrigs start en tysk marineofficer med rang af premierløjtnant (Oberleutnant zur See), som fløj med 5 af den Kaiserliche Marines luftskibe.
Som kommandant på L 7 ankom han 25. april 1915 til den nybyggede marinelufthavn i Tønder med basens allerførste zeppeliner og var stationeret der i 5 uger.
Petersen blev skudt ned øst for London som kommandant på L 32 og omkom med hele sin besætning.

## Luftskibskommandant
I starten af september 1914 var Werner Petersen 1. officer ombord på det nybyggede Luftskib L 4 under kaptajnløjtnant Magnus von Platen.
Som kommandant havde Petersen vistnok søløjtnant Karl Brodrück som fast 1. officer ombord på følgende 4 af marinens luftskibe:
- Luftskib L 7 fra 24. november 1914 til 1. juni 1915
- Luftskib L 12 fra juni til 10. august 1915
- Luftskib L 16 fra 1915 til 1916
- Luftskib L 32 fra 7. august til sin død 24. september 1916

## L 7's rekognoscering ved Norfolk 16. april 1915
Den 24. november 1914 tiltrådte Werner Petersen som kommandant på den nybyggede zeppeliner L 7 og stationeredes først i Leipzig og fra 23. januar 1915 til Nordholz ved Cuxhaven.
Natten mellem 15. og 16. april 1915 havde Petersen luftskibschef Peter Strasser ombord på L 7 under et angreb mod Humber-området, hvor også deltog L 5 (Alois Böcker) og L 6 (von Buttlar-Brandenfels). I modsætning til de andre, smed L 7 ingen bomber.

Omkring kl. 1.40 nåede L 7 Norfolks kyst nordøst for King's Lynn nær Brancaster og fulgte kysten øst og syd om ved at flyve over Cromer, Great Yarmouth og til slut Gorleston kl. 2.35, hvorfra der returneredes over Nordsøen.

## L 7's stationering i Tønder fra 25. april 1915
Den 25. april 1915 ankom Petersen med den allerførste zeppeliner L 7 til den nybyggede luftskibshavn i Tønder, hvor der dengang endnu kun var bygget 2 haller, der da hed Marine og Joachim.
De 180 meter lange haller benyttedes af L 7 og Parseval Luftskib 25, som begge kun brugtes til rekognoscering over Nordsøen og ingen bombetogter.
Werner Petersen afløstes 1. juni 1915 og forlod Tønder.

## L 12's bombning af Dover og forlis i den Engelske Kanal 10. august 1915
Werner Petersen deltog som kommandant på L 12 natten mellem 9. og 10. august 1915 i sit første bombetogt, planlagt med 5 i alt luftskibe mod London.
Over Nordsøen mellem kl. 19.30 og 20.45 kommunikerede luftskibene sammen ved hjælp af lyssignaler.
L 12 ankom kl. 22.48 til den nordøstlige del af Kent ved Westgate-on-Sea og fløj via Margate, Ramsgate og Deal sydpå mod Dover.
Knap 2 timer senere indledte Langdon-batteriet nord for Dover beskydning med 3 tommer 12 punds kanoner og flere runder ramte L 12's bagende.
Luftskibet kastede sin bombelast, men kun 3 ramte over land og sårede 3 civile.

Flere af L 12's bagerste gasceller blev utætte, så al ballast og løse genstande måtte kastes overbord, men kl. 2.40 faldt luftskibet med sin bagerste gondol i den Engelske Kanal og måtte afvente redning.
Da luftskibet ramte vandet faldt maskinistmat Richard Frankhänel fra den bagerste maskingondol overbord og kæmpede i ubemærkethed for sin overlevelse i vandet, indtil han angiveligt 3 timer senere til stor overraskelse for kommandant Petersen og de øvrige klatrede nøgen ind i førergondolen.

Et andet besætningsmedlem var maskinistmat Paul Dorfmüller.

Kl. 6.15 blev besætningen reddet af en tysk torpedobåd ud for byen Wenduine i Flandern, som tog L 12 med på slæb til Oostende.
Redningsaktionen forstyrredes af hele 5-6 engelske flyvemaskiner, som ikke ramte.
Derimod blev D.K. Johnston flyvende i en franskbygget Farman-flyver fra Dunkerque skudt ned kl. 11.45 og dræbt under redningsaktionen.
I Oostendes havn gik det galt for luftskibet, der ifølge tyske kilder selvantændte og udbrændte, da det skulle drejes rundt af en kran.

## L 16's bombning af Hertford 13. oktober 1915
Den 13. oktober 1915 angreb L 16 Hertford 30 km nord for London med 18 eksplosive og 30 brandbomber, hvorved 9 dræbtes og 15 såredes.
Peteren troede det var Stratford, East Ham og West Ham.

## L 16's bombning af Swaffham i Norfolk 31. januar 1916
På et planlagt bombetogt med 9 marineluftskibe mod Liverpool, ledet personligt af luftskibsflådens chef Peter Strasser på L 11, måtte L 16 vende om med tekniske problemer og kastede 2 bomber over Swaffham i Norfolk.
Peteren troede han havde kastet 2 ton bomber over Great Yarmouth.

På samme togt forliste luftskib L 19 i Nordsøen.

## L 16's bombning af Bury St Edmunds 31. marts/1. april 1916
Via Norwich kastede L 16 hele bombelasten over Bury St Edmunds i Suffolk, med resultat 7 dræbte, 5 sårede og 37 ødelagte huse.

Det ser ud til en bombning nord for Brentwood, Essex, sidst i marts 1916 ikke er foretaget af L 16, men må være en forveksling.

## L 16's bombning af North York Moors 2. maj 1916
L 23 kastede 2. maj 1916 brandbomber over North York Moors i North Yorkshire, som satte lyngen i brand.
Petersen fulgte efter i L 16 og kastede sine bomber i samme øde område i den tro at have ramt bygninger, jernbanespor og volde i Stockton-on-Tees.
L 16 blev senere ødelagt under nødlanding ved Brunsbüttel, mens det benyttedes som skoleluftskib.

## L 32's bombning af skibe ved Dover 24. august 1916
Petersen overtog 7. august 1916 den ny store R-klasse zeppeliner L 32, men måtte natten til 24. august opgive at bombe London på grund af modvind og bombarderede i stedet nogle skibe ved Dover.

## L 32's bombning i Hertfordshire 3. september 1916
Natten mellem 2. og 3. september udførte 11 marine-zeppelinere og 5 af hærens luftskibe et af de største bombetogter mod England under 1. verdenskrig.
L 32 afgik kl. 16.30 fra Nordholz.
Ledt an af SL 11 og L 16, som skulle angribe London nordfra, var L 32 kl. 02.25 over byen Tring i det vestlige Hertfordshire, 40 km nordvest for London, da Petersen var vidne til Sl 11's nedskydning over Cuffley 30 km øst for.
L 32 fortsatte alligevel i samme retning og smed en bombe på en mark ved Markyate syd for Luton, passerede St Albans kl 3 og smed resten af sine bomber nær Ware i det østlige Hertfordshire.

## Døden ved Great Burstead, Essex, 24. september 1916
Natten mellem 23. og 24. september 1916 deltog L 32 med kommandant Petersen i et stort bombetogt mod England, hvor 8 ældre zeppelinere angreb Midlands og de 4 super-zeppelin R-klasse L 30, L 31, L 32 og L 33 skulle angribe London.
L 32 kom en time efter L 31 ind over land sydfra med motorproblemer og kastede enkelte bomber over Sevenoaks og Swanley i det vestlige Kent. Kl. 1 krydsedes Themsen 20 km øst for Londons centrum ved Purfleet og blev fanget af projektørlyset og mens der affyredes antiluftskyts bombarderede L 32 Aveley og South Ockendon.
Et RAF BE.2c biplan fra Royal Flying Corps' 39. eskadre lettet kl. 23.30 fra nærved liggende Sutton Farm (nu kaldet RAF Hornchurch) med pilot Frederick Sowrey så luftskibet i 13.000 fod højde og affyrede 3 tromler brandkugler, så zeppelineren kl. 1.10 sattes i brand og styrtede mod jorden ved Snail's Hall Farm ved Great Burstead.

En landbrugsarbejder og hans kone var øjenvidner til 1. officer Karl Brodrücks død, da han undsluppet flammerne styrtede ned fra himlen og landede med ryggen i marken næsten foran deres fødder.
De øvrige 21 lig fra L 32's besætning inklusiv Werner Petersen fandtes forkullede under vragresterne og alle blev 3 dage senere begravet på kirkegården i Great Burstead.

I 1966 blev ligene gravet op og genbegravet på den nyanlagte tyske krigskirkegård ved Cannock Chase i Staffordshire nord for Birmingham.
Kirkegården rummer ligene af næsten 5.000 tyskere og østrigere fra de 2 verdenskrige.

I luftskibets styregondol fandtes en forbrændt, men endnu delvis læselig hemmelig tysk signalkodebog.
Samme nat blev L 33 beskudt og måtte nødlande i Little Wigborough syd for Colchester, men besætningen overlevede og bl.a. 1. officer Ernst Schirlitz holdtes interneret helt indtil 1919.

Frederick Sowrey hædredes med DSO-ordenen.

## Eksterne links
- Werner Peterson Arkiveret 24. oktober 2014 hos  Wayback Machine - lostancestors.eu
- Peterson, Werner - frontflieger.de
- Wir erinnnern an: Peterson, Werner Arkiveret 24. oktober 2014 hos  Wayback Machine - weltkriegsopfer.de